# ハナビシソウ
ハナビシソウ（花菱草; 学名: Eschscholzia californica）は、ケシ科ハナビシソウ属の耐寒性一年草である。別名、カリフォルニアポピー。カリフォルニア州の州花。
明治時代に渡来し、家紋の花菱に似ているために、この名がある。同属植物は10種以上存在し、いずれも北米地域に分布している（参照: #ハナビシソウ属）。

## 学名
属名はロシア系ドイツ人の医師・博物学者のヨハン・エッシュショルツ (Johann (Friedrich von) Eschscholtz; 1793–1831) に由来する。彼を親友と呼び、世界一周旅行の調査船リューリク号（Rurik）に乗り合わせた仲の博物学者でロマン派の詩人・作家でもあったフランス系ドイツ人シャミッソー（1781-1838）により命名された。この新種記載は1820年に刊行されたクリスティアン・ゴットフリート・ネース・フォン・エーゼンベックの Horae Physicae Berolinenses 上で行われ、基準標本の産地は米国カリフォルニア州サンフランシスコ港の乾燥した不毛な砂地である。なおエッシュショルツはこの見返りとして後にカリフォルニア産のマメ科ルピナス属（ハウチワマメ属）の種（Lupinus chamissonis）にシャミッソーの名を献名している。

## 分布
自生地はアメリカ合衆国西部（ワシントン州、オレゴン州、カリフォルニア州、ネバダ州、ユタ州、アリゾナ州、ニューメキシコ州）、メキシコ（北西部および北東部）である。
ハナビシソウには亜種 mexicana(Wikispecies) (Greene) C.Clark が存在するが、これは上に挙げたものからワシントン州とオレゴン州を除いた地域に分布する。

## 特徴
ハナビシソウは草丈60センチメートルくらい、茎は根元からよく出て株立ちになり、葉は掌状に3裂する。4月から5月にかけて、花径7-10センチメートルくらいの4弁花を開く。花色は、濃い黄色が基本だが、淡黄色・オレンジ色・朱色・サーモンピンクなどのものもあり、八重咲きもある。
花壇や切り花用に用いられている。
同属の植物にヒメハナビシソウ E. caespitosa があり、草丈30センチメートルくらい、花も4センチメートルくらいと小柄で、鉢植えやプランター植えに栽培されている。

## 栽培
丈夫で、寒さにも強い、育てやすい草花である。乾燥した気候と日光を好むので、通風と日当たりの良い屋外で育てる。乾燥には強いが過湿を嫌うので、鉢植えは水分をやや乾かし気味に管理する。
発芽適温は15～20℃くらいで、秋涼しくなってから種蒔きを行う。寒冷地では冬の間は苗を防寒する。冬に－5℃以下になるような寒冷地や多雪地では春まきが安全だが、秋まきのような大株にはならないので、株間を狭くしてやや密植にする。
種をまいたら、種が完全に隠れるよう覆土をする。移植はできないので、発芽したら混み合っているところは間引いて株間を確保する。株間は20cmくらいを目安に、場所の条件や、種蒔きの時期などによって加減する。混みすぎると花つきが悪くなったり、立枯病や灰色かび病などが出やすくなったする。

## ギャラリー

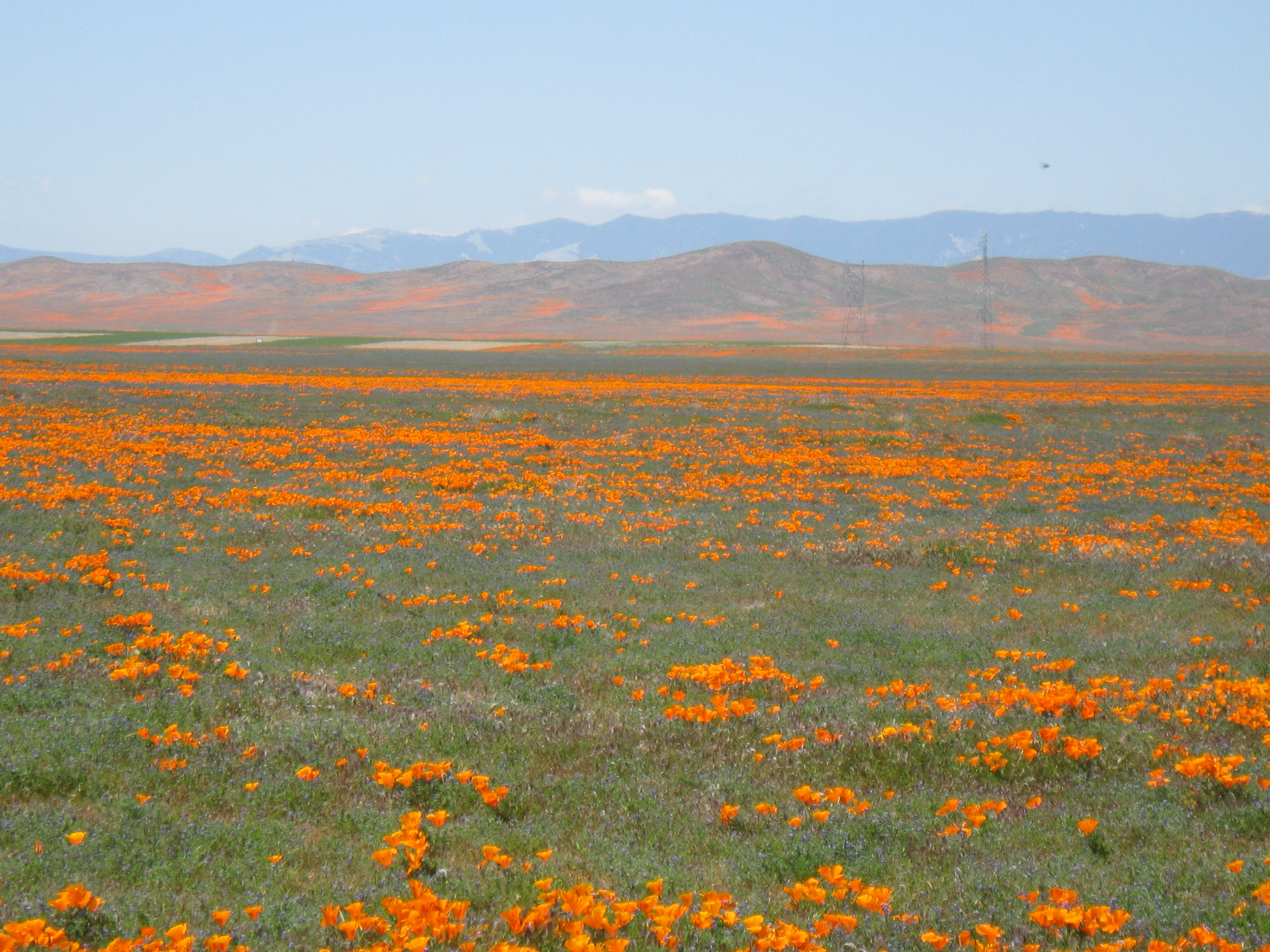
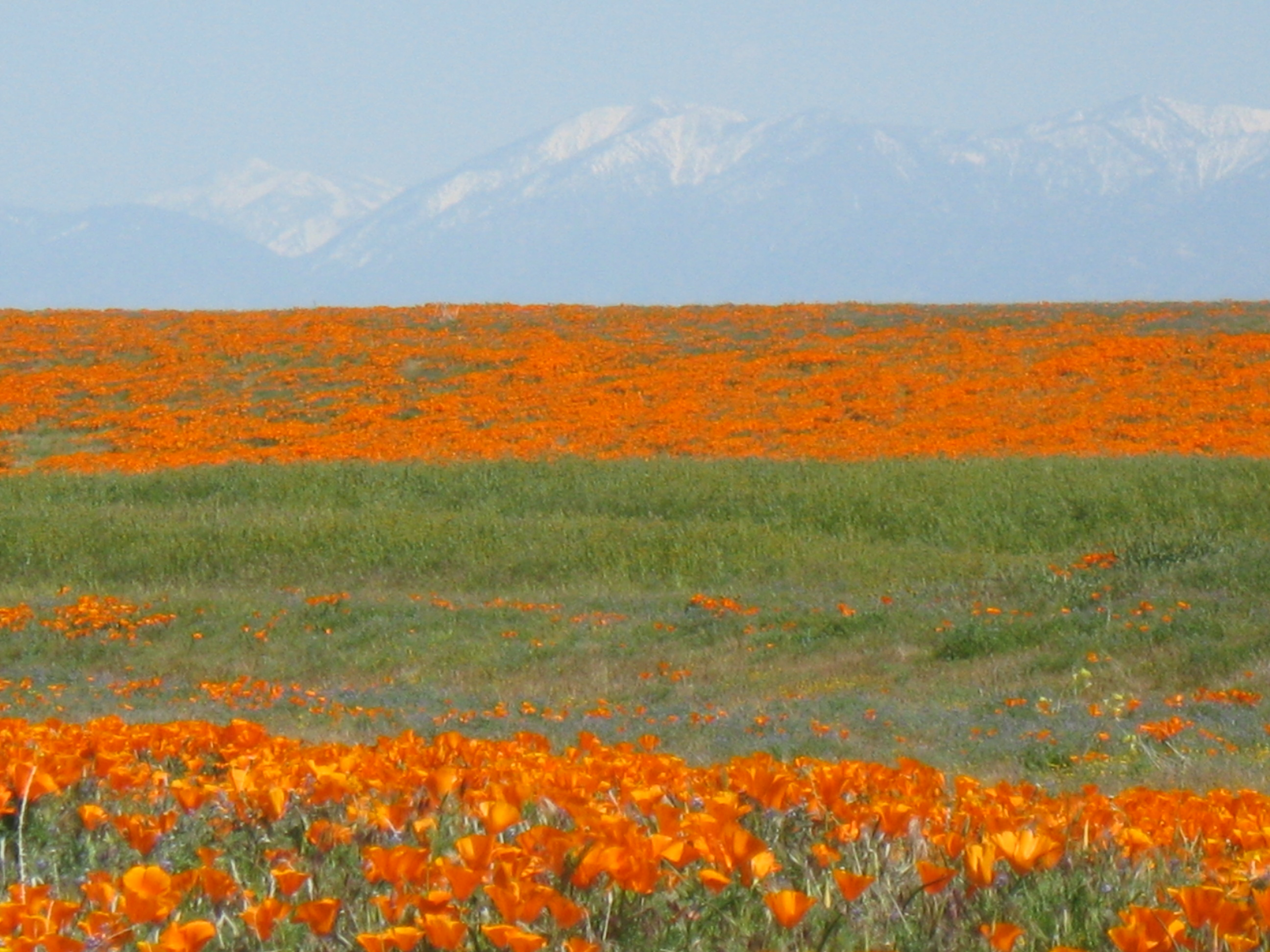
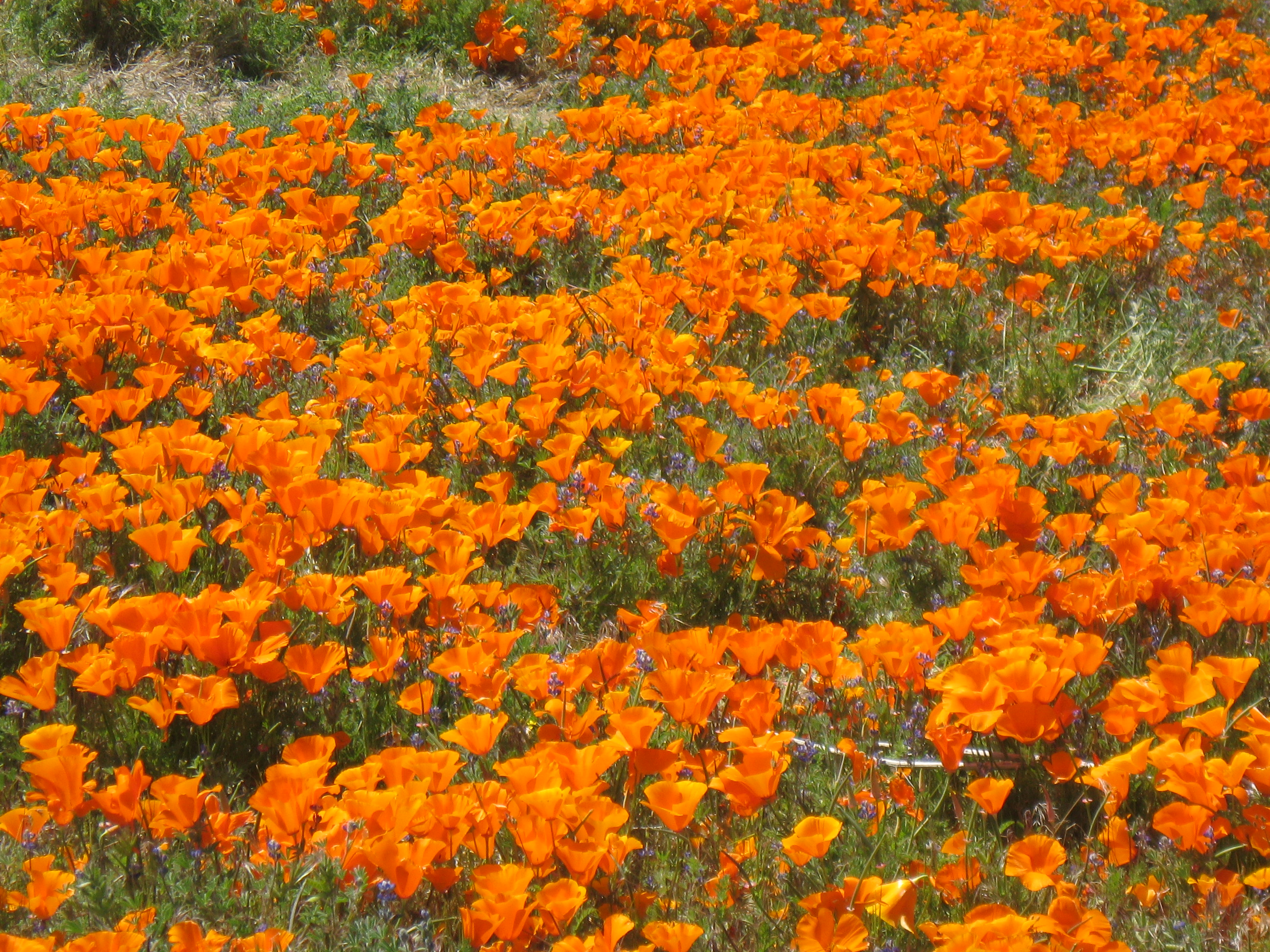
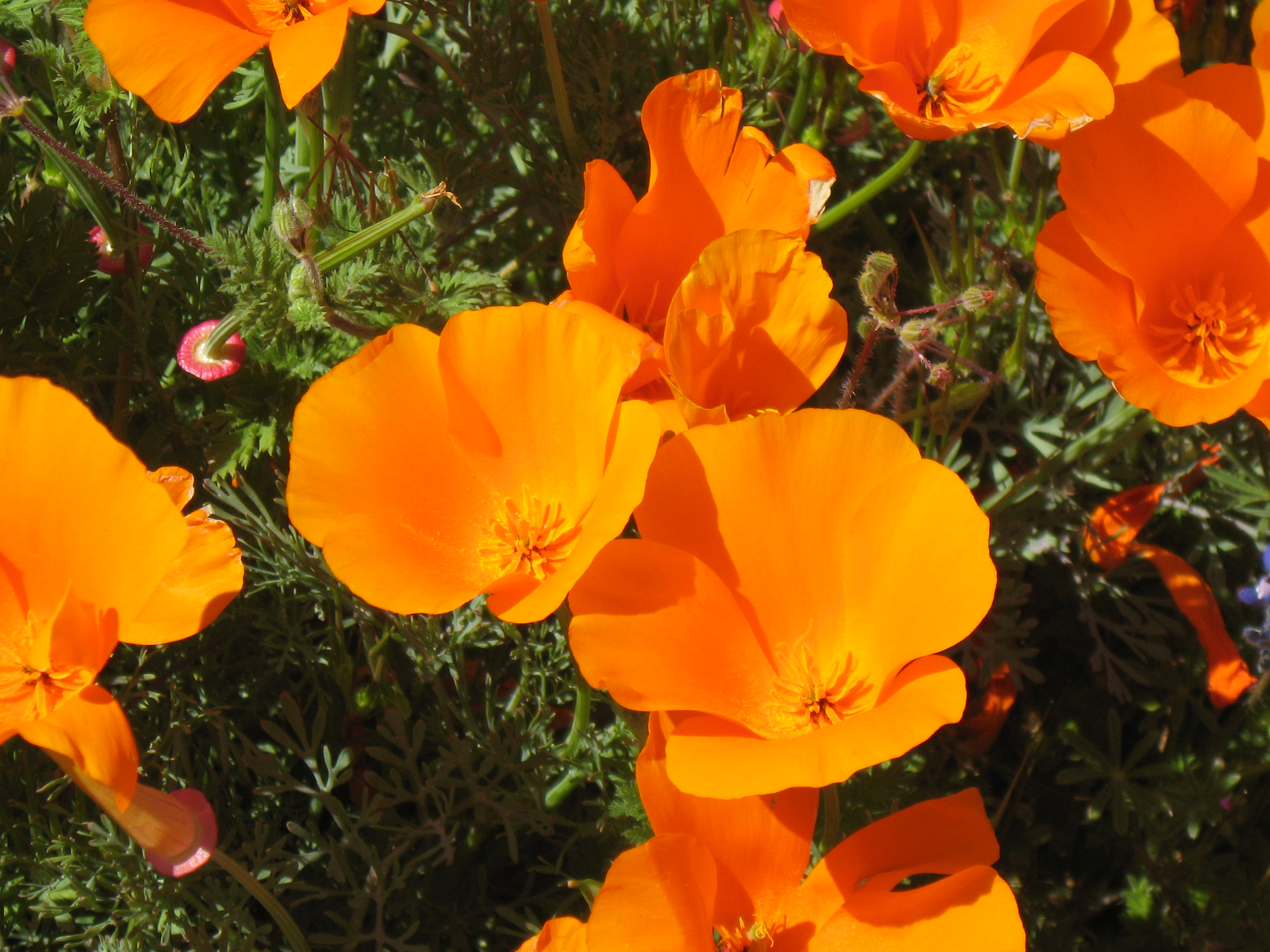
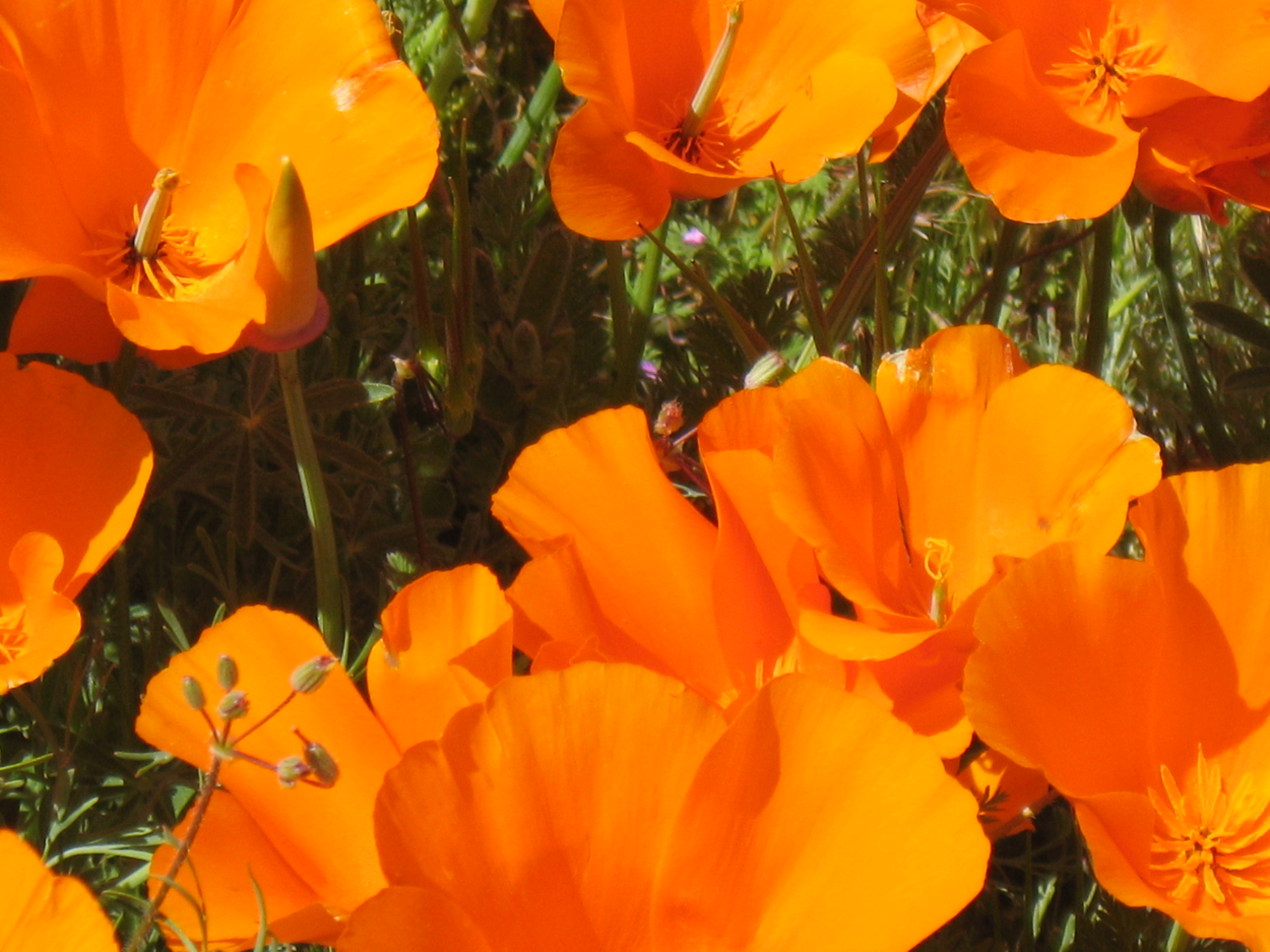
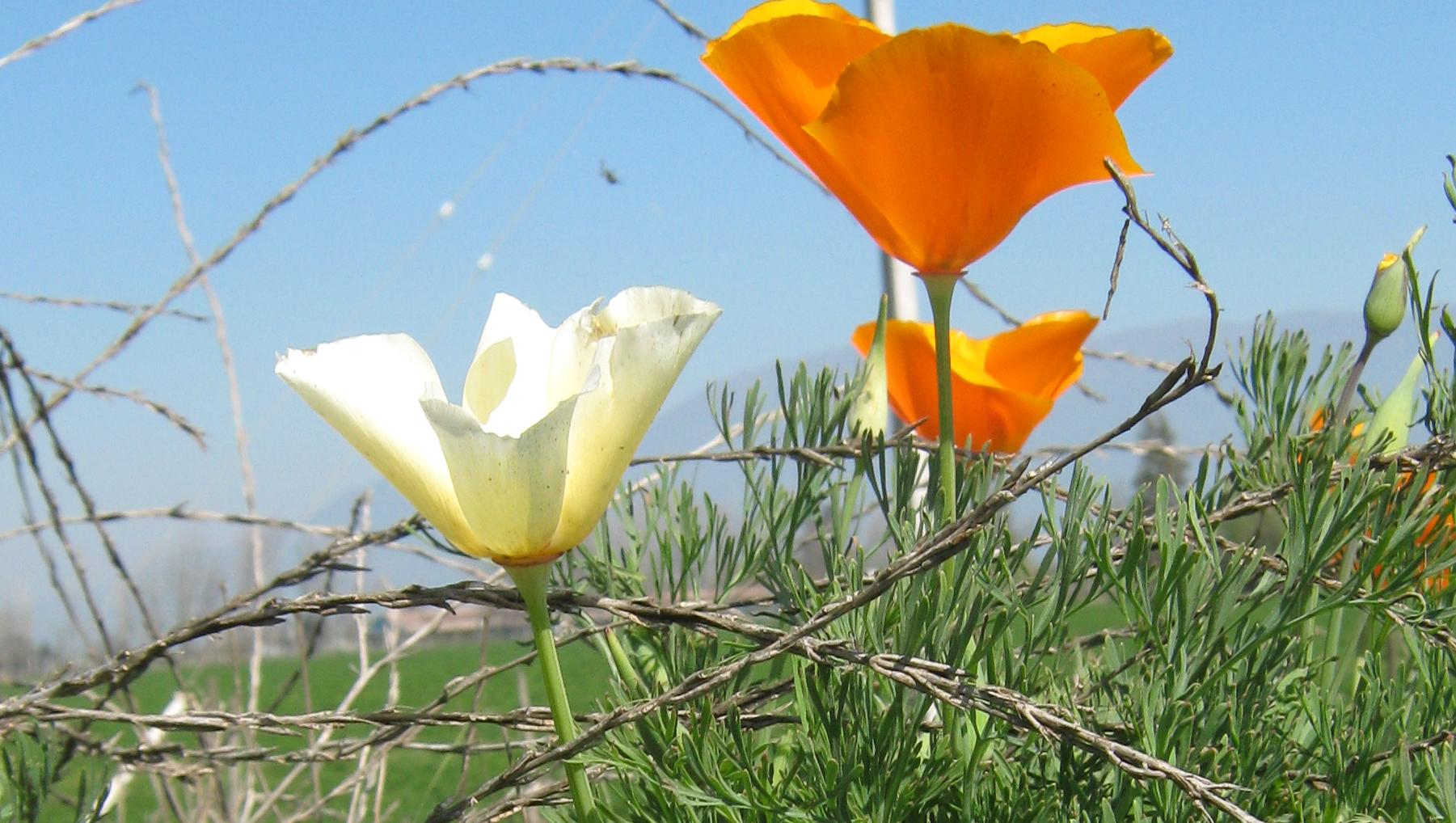
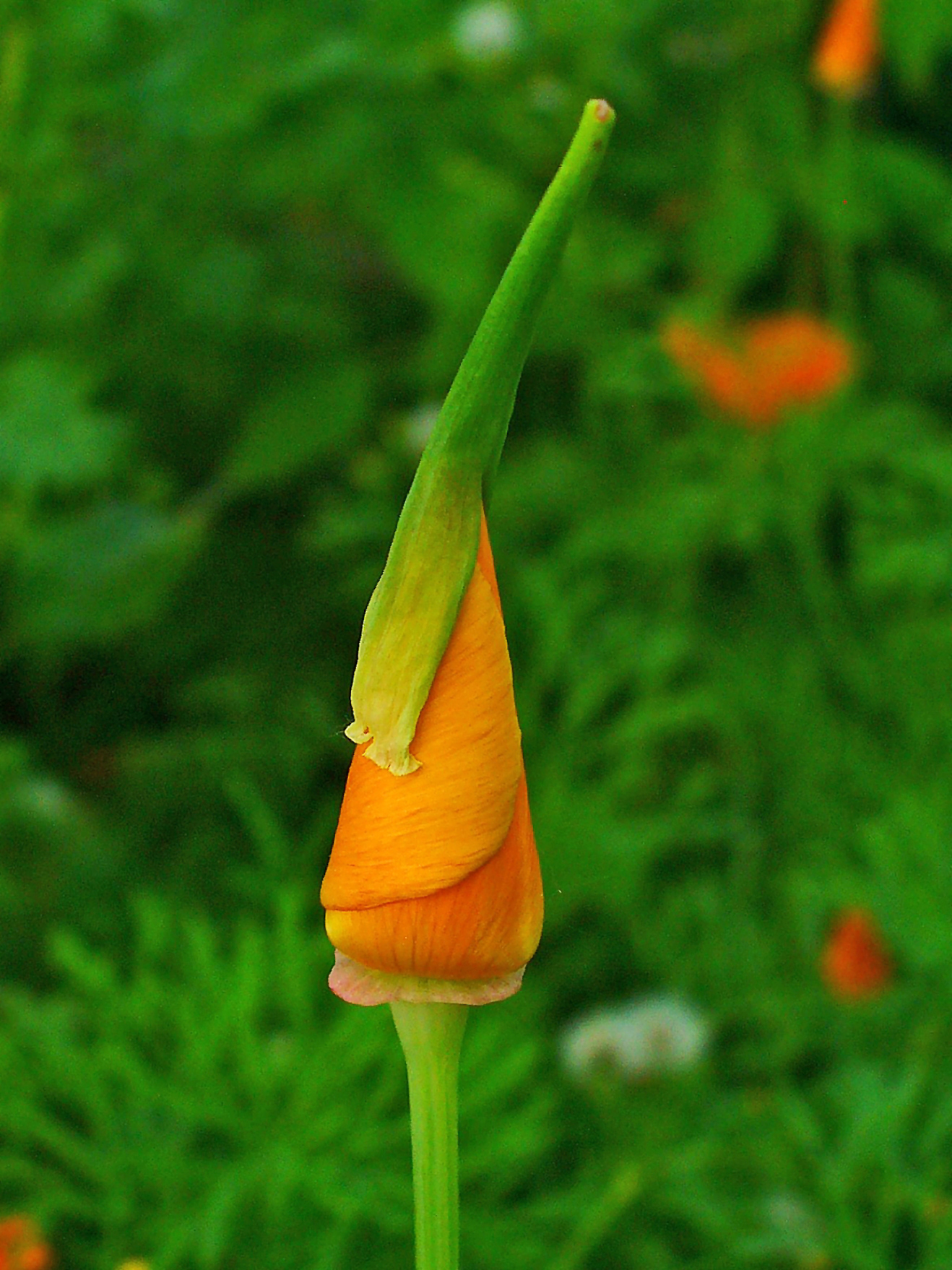
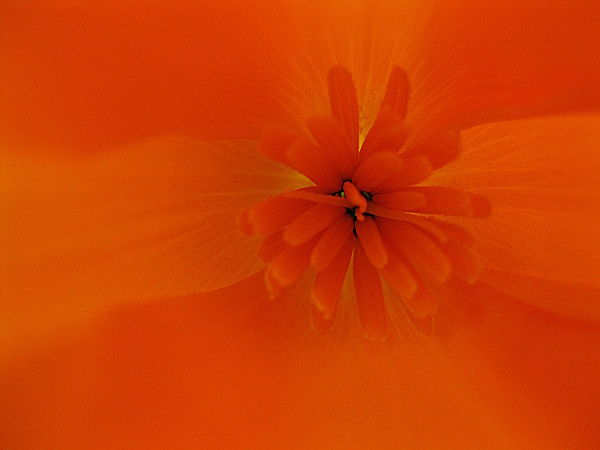

## ハナビシソウ属

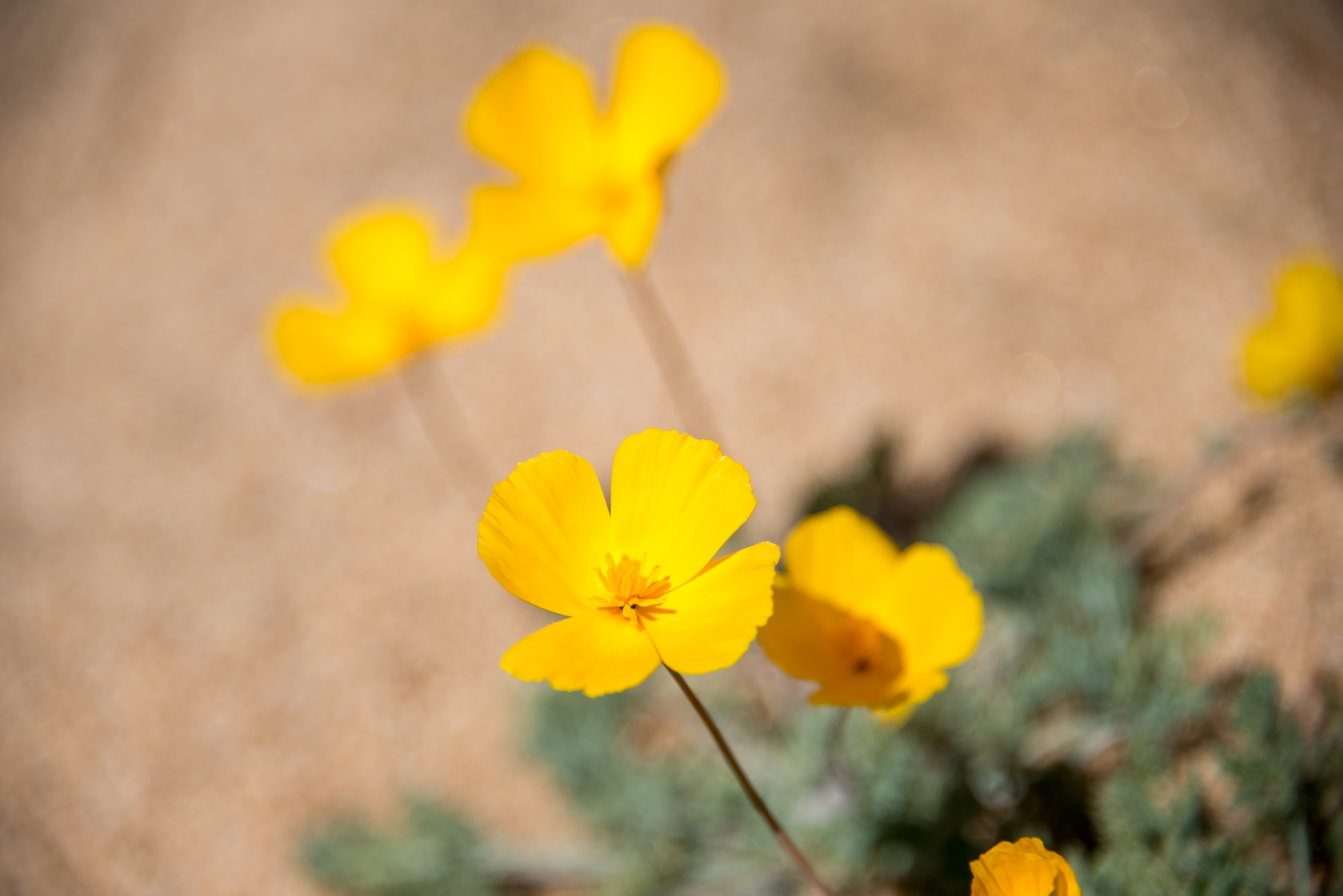
Escscholzia androuxii

ハナビシソウ属（Eschscholzia）はシャミッソーがハナビシソウを新種記載した際に新属として設けられたもので、ハナビシソウ以外には以下の14種が知られている（命名者および産地情報もキュー植物園系データベース Plants of the World Online に従う）。メキシコ領グアダルーペ島のものが2種存在するが、それ以外は全てカリフォルニア州に見られる。構成種の半数以上が米国のエドワード・リー・グリーンにより19世紀末から20世紀初頭にかけて新種記載されたものである。
- Eschscholzia androuxii(Wikispecies) Still - カリフォルニア州産で、2014年に新種記載された[10]。
- ヒメハナビシソウ Eschscholzia caespitosa Benth. - オレゴン州南西部からメキシコ（バハ・カリフォルニア州北部）にかけて自生。
- Eschscholzia elegans Greene - グアダルーペ島に自生。
- Eschscholzia glyptosperma Greene - 米国南西部に自生。
- Eschscholzia hypecoides Benth. - カリフォルニア州西部に自生。
- Eschscholzia lemmonii Greene - カリフォルニア州南西部に自生。
- Eschscholzia lobbii Greene - カリフォルニア州産。
- Eschscholzia minutiflora S.Watson - 米国南西部からメキシコ北西部にかけて自生。
- Eschscholzia palmeri Rose - グアダルーペ島に自生。
- Eschscholzia papastillii(Wikispecies) Still - カリフォルニア州産で、2014年に新種記載された[10]。
- Eschscholzia parishii Greene - カリフォルニア州南東部からメキシコ北西部にかけて自生。
- Eschscholzia procera Greene - カリフォルニア南中央部に自生。
- Eschscholzia ramosa (Greene) Greene - カリフォルニア州チャンネル諸島からメキシコ（バハ・カリフォルニア州北部）、グアダルーペ島にかけて自生。最初は E. elegans の変種として発表されたが、後にグリーン自身の手により独立種とされた。
- Eschscholzia rhombipetala Greene - カリフォルニア州西部に自生。